# Sven Gustaf Hedin
Sven Gustaf Hedin, född 6 oktober 1859 i Alseda socken, Jönköpings län, död 11 juli 1933 i Uppsala, var en svensk kemist och fysiolog. Han var farbror till Greta Hedin.
Hedin blev student 1878 och filosofie kandidat 1881 i Uppsala, filosofie doktor 1886 och medicine doktor 1893 i Lund, blev 1886 docent i kemi och 1895 laborator i experimentell fysiologi där, var 1900–1907 chef för patologiskt kemiska avdelningen vid The Lister institute of preventive medicine i London och utnämndes 1908 till professor i medicinsk och fysiologisk kemi vid Uppsala universitet. Hedin var ledamot av Fysiografiska Sällskapet i Lund (1896) och Vetenskapsakademien (1902). Bland Hedins många vetenskapliga avhandlingar märks Om pyridinens platinabaser (1886) och Om trypsindigestionen (1893, båda i Lunds universitets årsskrift). Über die Bildung von Arginin aus Proteinkörpern (i "Zeitschrift für physiologische Chemie", 1895) och andra uppsatser om äggvitans klyvningsprodukter i samma tidskrift, Über die Permeabilität der Blutkörperchen (1897, i "Archiv für die gesammte Physiologie"), belönad med Alvarengas pris, An explanation of the influence of acid and alkali on the autolysis of organs (i festskrift tillägnad Olof Hammarsten, 1906) samt bidrag till "Journal of physiology" och "Biochemical journal" rörande trypsin. 
Han var svärfar till professor Harald Riesenfeld. Hedin är begravd på Uppsala gamla kyrkogård.